# Valery Fabrikant
Valéry Fabrikant, né le 28 janvier 1940 à Minsk en URSS, est un ancien professeur en génie mécanique à l'Université Concordia de Montréal, au Canada et un tueur de masse. Il est l'auteur de la fusillade survenue dans cet établissement le 24 août 1992, il purge actuellement une peine d'emprisonnement à perpétuité pour le meurtre de quatre collègues.

## Biographie

### Au Canada
En 1979, Valéry Fabrikant immigre au Canada. En 1980, il entre dans l'enseignement à l'Université Concordia.
Il étudie la théorie de l'élasticité, portant sur l'étude des contraintes qui s'exercent sur un milieu continu solide lorsqu'il est sollicité ou déformé. Il publiera des ouvrages (sur les thèmes de la mécanique de la rupture, la théorie du potentiel, ou encore la mécanique du contact) de génie mécanique en 1985 et 1989.
Selon des sources de Normand Lester, Valéry Fabrikant aurait été informateur pour le service de contre-espionnage soviétique de la GRC. Il aurait fourni des informations sur la communauté émigrée juive russe de Paris à partir du début des années 80, mais son implication ne sera jamais confirmée par Valéry Fabrikant.
Sur le plan personnel, il est alors marié et père de deux enfants.
En 1990, il y devient professeur agrégé au département de génie mécanique.
À Concordia, Fabrikant se plaint de s'être fait refuser la titularisation à quatre reprises, accuse ses employeurs de chercher à le congédier, et s'oppose fermement à la pratique de créditer certaines personnes en tant que coauteurs de publications auxquelles elles n'ont pas vraiment contribué.
Au début des années 1990, Fabrikant est victime d'une crise cardiaque. Les choses s'enveniment à son retour, après sa convalescence, et culminent avec la tuerie du 24 août 1992.
En 1992, il poursuit en justice deux collègues pour que leurs noms soient retirés de publications qu'il avait lui-même écrites dans les années 1980. Fabrikant devait d'ailleurs comparaître le 25 août 1992, soit le lendemain de ce qui allait devenir le jour de la fusillade, pour outrage au tribunal. Lors d'une audience précédente en Cour supérieure du Québec, il avait accusé le juge en chef Allan B. Gold, chancelier de l'université Concordia de choisir « ses juges les plus corrompus » pour entendre sa cause.

## Tuerie de l'Université Concordia
La fusillade orchestrée par Valery Fabrikant survient au neuvième étage de l'Université Concordia, au pavillon Henry F. Hall, le 24 août 1992. Les victimes sont les professeurs Matthew Douglas (66 ans), Michael Hogben (52 ans) et Jaan Saber (46 ans), ainsi que le titulaire de la chaire de génie électrique et informatique, Phoivos Ziogas (48 ans). Une secrétaire, Elizabeth Horwood, sera aussi blessée par balles.
Valery Fabrikant avait essayé par plusieurs moyens d'obtenir des armes à feu, impliquant l'université Concordia. Cette dernière refusera de lui signer une recommandation pour l'obtention d'un permis de transport d'arme à autorisation restreinte, pour le tir à la cible. Dans une lettre envoyée à la Sûreté du Québec et datée du 14 juillet 1992, soit six semaines avant la tuerie, le vice-recteur aux services de l'université explique le refus en invoquant le règlement de l'établissement sur le port d'arme, et indique qu'en raison des différends entre le professeur et son employeur « l'université a toutes les raisons de s'inquiéter de l'obtention par M. Fabrikant d'un permis de port d'arme »[citation nécessaire].
Des trois armes utilisées par Fabrikant lors de la fusillade, une première fut achetée par l'enseignant le 13 août 1992, et les deux autres l'ont été par son épouse le jour même du massacre, le 24 août. Valery Fabrikant avait passé avec succès son examen d'initiation aux armes de poing en novembre 1991, et son épouse en juillet de l'année suivante. L'homme était également inscrit dans un club de tir.

### Procès
Valery Fabrikant s'est représenté lui-même à son procès pour le meurtre de quatre collègues. En cour, il a fait preuve d'un comportement jugé excentrique lors des audiences. Le juge a alors suspendu les procédures pour exiger un examen des facultés intellectuelles de l'accusé, et après qu'il eut été déclaré sain d'esprit, Fabrikant tenta de se défendre pendant cinq mois. Le juge arrêta cependant la procédure et les membres du jury se trouvèrent dans l'obligation de le déclarer coupable de meurtre prémédité. Il a été condamné à une peine d'emprisonnement à perpétuité.
Bien que deux psychiatres aient témoigné favorablement envers lui, l'accusé disait se sentir insulté par ces experts et demanda à rencontrer le docteur Louis Morissette, de l'Institut Philippe-Pinel. Morissette arrivera à une position contraire aux deux spécialistes ayant précédemment rencontré Fabrikant. Le psychiatre note entre autres que les rapports précédant le retour au travail du professeur, en 1992, après une crise cardiaque, avaient toujours fait état de la satisfaction des étudiants de Fabrikant, ainsi que de ses collègues de travail. Il déclare que Fabrikant n'était pas, à son avis, apte à subir un procès, qu'il souffrait de plus qu'un simple trouble de la personnalité, et qu'il devrait être traité par la médication appropriée (recommandation que le principal intéressé refusait).

### Conséquences de la fusillade
Certains des professeurs qui ont survécu à l'affaire Fabrikant ont vu leur compte gelé par le Conseil de recherches en sciences naturelles et en génie du Canada (CRSNG) à la suite d'une enquête sur les allégations de Fabrikant.

## Autres procédures judiciaires
En 2000, Valery Fabrikant a été déclaré plaideur quérulent parce qu'il a accumulé les recours futiles et mal fondés en grand nombre devant les tribunaux.
Le 5 novembre 2007, Valery Fabrikant se représente en Cour supérieure du Québec pour l'audition d'une plainte déposée avant la tuerie de 1992 (donc avant qu'il ne soit déclaré plaideur quérulent).  Il réclame alors près de 600 000 $ en dommage et intérêts à d'anciens collègues de l'Université Concordia qui auraient « profité injustement » de ses travaux et « extorqué » ses documents.  Comme à son habitude, Fabrikant - qui se représente sans avocat encore une fois - met à rude épreuve la patience des avocats de la défense et le juge Gilles Hébert.
Le 13 novembre, le juge Gilles Hébert se récuse de la cause civile. Il affirme ne plus être en mesure de faire preuve d'impartialité, n'en pouvant plus de supporter les insultes et les récriminations de l'accusé.  De sa cellule, Fabrikant accueille la décision en applaudissant.
Le 20 novembre, la juge Nicole Morneau reprend les procédures là où son collègue les a abandonnées.
Moins d'une semaine après la reprise du procès, le 26 novembre 2007, la juge met fin abruptement au procès en se référant à l'article 75.1 du Code de procédure civile du Québec pour justifier sa décision.  Elle estime la cause frivole et sans fondement.

## Incarcération
Valery Fabrikant purge actuellement sa peine dans un pénitencier fédéral. Plusieurs demandes de libération conditionnelles ont été faites, en vain, depuis le 24 août 2017. En mai 2021, la Commission des libérations conditionnelles du Canada rejette une fois de plus la demande. Un autre rejet pour une demande de libération conditionnelle est émis en juin 2022.
L'ancien professeur continue ses recherches académiques de la prison. Il a publié une cinquantaine d'articles dans des revues évaluées par les pairs entre 1996 et 2018. Il a publié dans le IMA Journal of Applied Mathematics en 2006.
Il utilise couramment Internet par l'entremise de son fils, ainsi que Usenet, où il argumente en faveur de la théorie du complot.

## Livres
- (en) Applications of potential theory in mechanics : a selection of new results, Kluwer Academic Publishers, 1989
- (en) Mixed boundary value problems of potential theory and their applications in engineering, Kluwer Academic Publishers, 1991
- (en) Contact and crack problems in linear theory of elasticity, Bentham Science Publishers, 2010 (ISBN 978-1-60805-105-2)